# Gebang Mekar
Gebang Mekar is een bestuurslaag in het regentschap Cirebon van de provincie West-Java, Indonesië. Gebang Mekar telt 6312 inwoners (volkstelling 2010).